# Evenwood and Barony
Evenwood and Barony – civil parish w Anglii, w hrabstwie Durham. W 2011 civil parish liczyła 2455 mieszkańców. W obszar civil parish wchodzą także Evenwood, Ramshaw, Lands, Morley i Windmill.